# Гардинер, Энтони Уильям
Энтони Уильям Гардинер (англ. Anthony William Gardiner; 3 февраля 1820, Виргиния, США — 1885) — девятый президент Либерии с 1878 по 1883 годы. Он был вторым членом Партии истинных вигов, сумевшим стать президентом Республики. Тем самым он начал удачную серию президентства членов своей партии, которая длилась до 1980 года.

## Биография
Гардинер родился в 1820 году, в Виргинии, США. В 1833 году, когда Энтони был ещё ребёнком, его семья, спонсируемая Американским колонизационным обществом, переезжает в Либерию. В 1847 году Гардинер получает юридическое образование. Он избирается делегатом Национального съезда, который подготовил проект конституции Либерии и Декларации независимости. Он становится первым министром юстиции Либерии, а позже служит в легислатуре республики — законодательной палате Либерии — с 1855 по 1871 год.
В 1871 году, после государственного переворота, организованного против президента Эдварда Роя, Энтони Гардинер становится вице-президентом республики. После он переизбирался на пост вице-президента дважды и прослужил на этом посту до 1876 года. В начале 1875 года президент Робертс становится нетрудоспособным из-за болезни, поэтому вице-президент Гардинер фактически выполняет все обязанности президента Робертса до конца срока его полномочий в январе 1876 года.
Через два года после этого Гардинер побеждает на президентских выборах, и 7 января 1878 года становится президентом республики. С этих выборов начинается политическое доминирование Партии истинных вигов в Либерии, и вплоть до государственного переворота 1980 года, все президенты Либерии избирались от этой партии. Сам Гардинер избирался президентом дважды. За время своего правления он увеличил объёмы торговли с другими странами, улучшил государственное устройство и упрочил связи с местным, аборигенным населением. Однако внутренняя политика Гардинера была омрачена колонистами из Европы.
Во время правления Энтони Уильяма Гардинера, отношения между Великобританией и Германией переросли в кризис, и Либерия была втянута Британской империей в конфликт на территории Галлинаса (Gallinas territory), находящейся между реками Сева и Манно — территория, которая сейчас является восточной частью Сьерра-Леоне. Британцы под предводительством сэра Артура Хавелока официально ввели свои войска в Монровию. Тем временем германские корабли начали мародерствовать на побережье Кру, а затем начали бомбардировку Нана Кру и предъявили требования, в случае невыполнения которых угрожали бомбардировкой Монровии. Президент Гардинер покинул свой пост 20 января 1883 года из-за серьёзной болезни, а его место занял вице-президент Альфред Фрэнсис Расселл. Два месяца спустя территория Галлинас была официально присоединена к британской Сьерра-Леоне.